# Dendrobium subclausum
Dendrobium subclausum är en orkidéart som beskrevs av Robert Allen Rolfe. Dendrobium subclausum ingår i släktet Dendrobium, och familjen orkidéer.

## Underarter
Arten delas in i följande underarter:
- D. s. pandanicola
- D. s. phlox
- D. s. speciosum
- D. s. subclausum

## Bilder

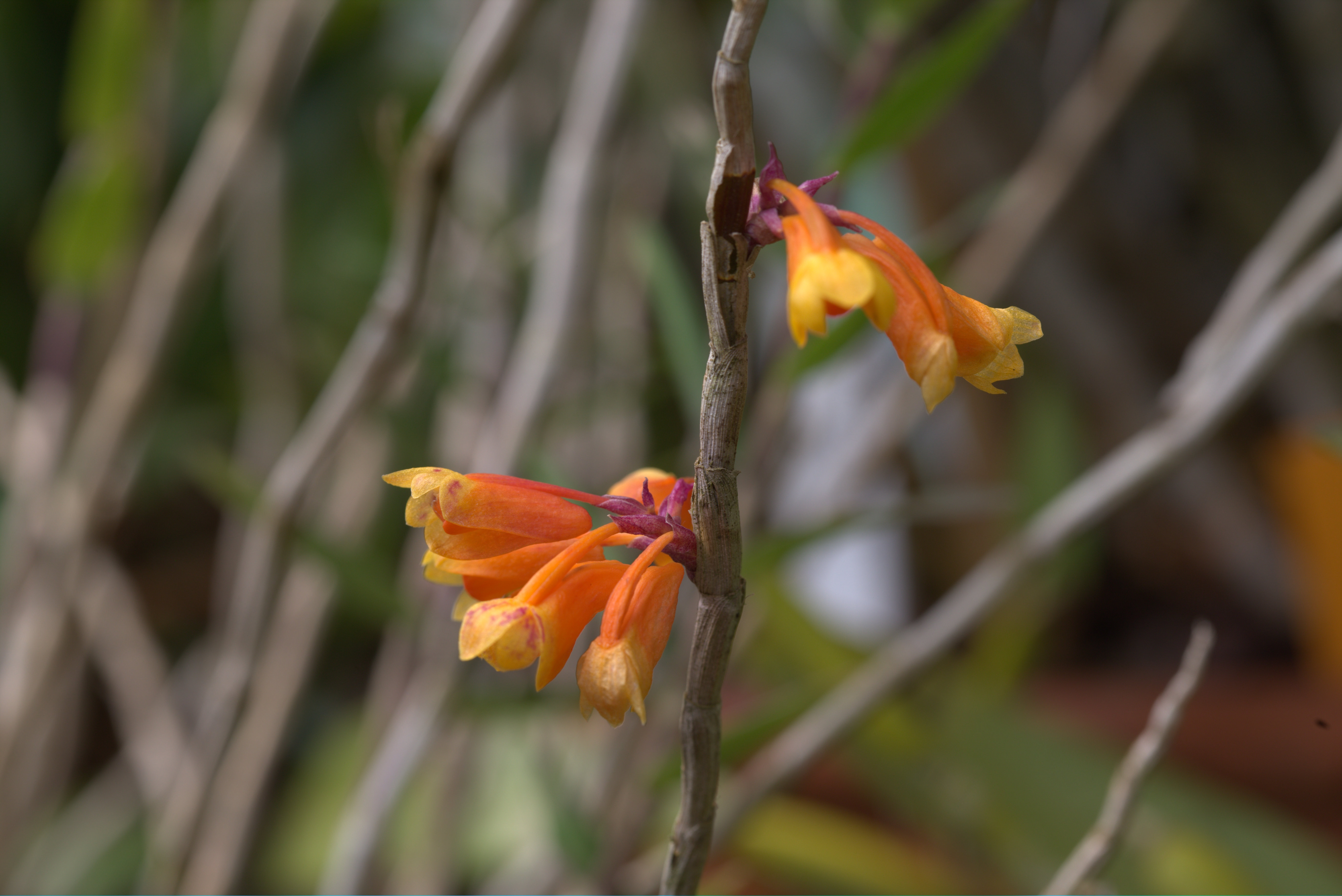
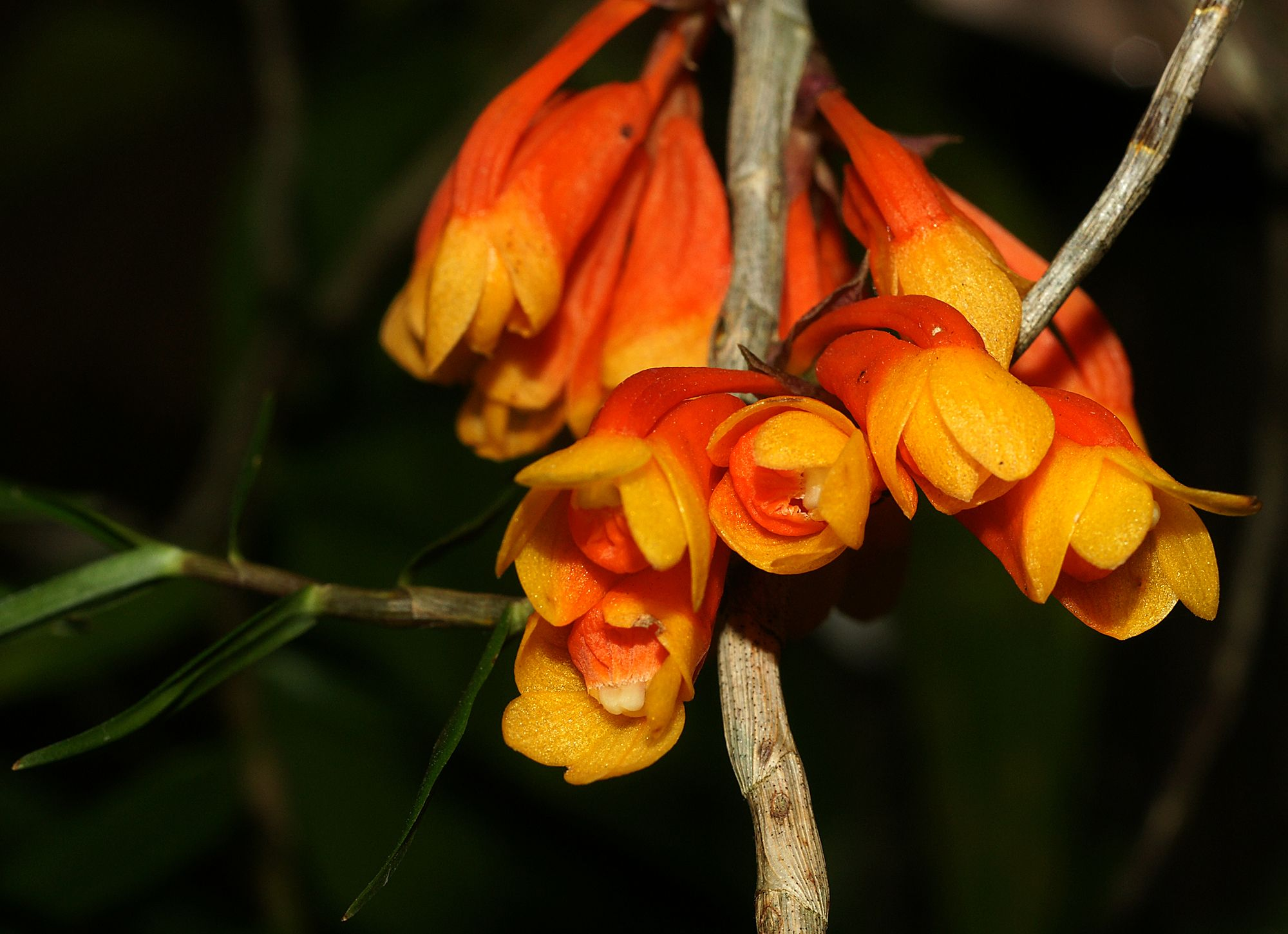
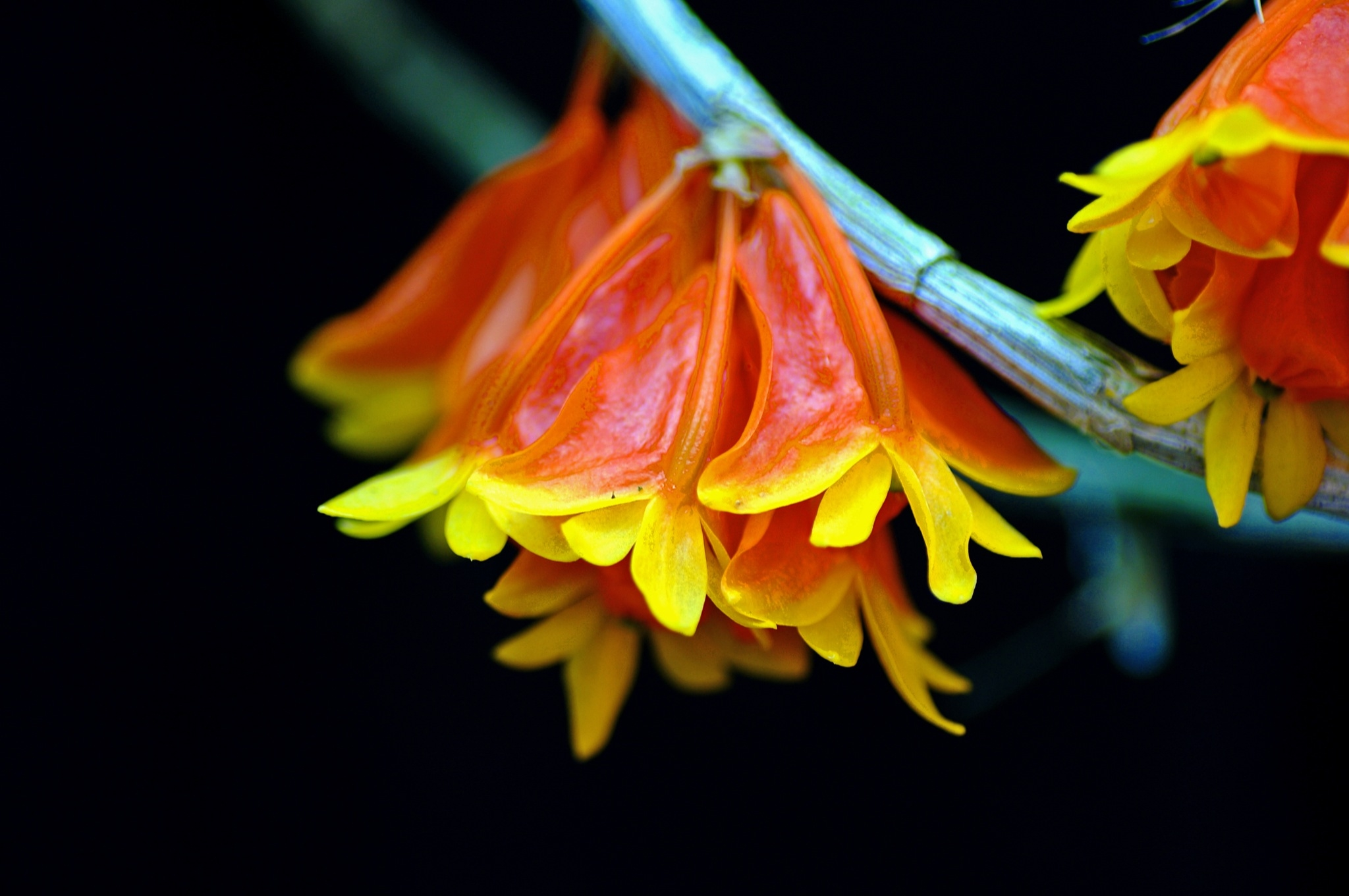